# 메텔 레전드: 교향시 숙명
메텔 레전드: 교향시 숙명(일본어: メーテルレジェンド交響詩 宿命)은 은하철도999의 OVA를 말한다. 마츠모토 레이지의 은하철도999 시리즈 중 천년여왕과 우주교향시 메텔 사이의 내용을 다루고 있다.

## 스토리
메텔이 어떻게 999호에 탔는지, 기계화 제국이 어떻게 시작되었는지 알려주는 작품으로 총 2개의 에피소드로 나뉘어있다.